# Espaldas mojadas

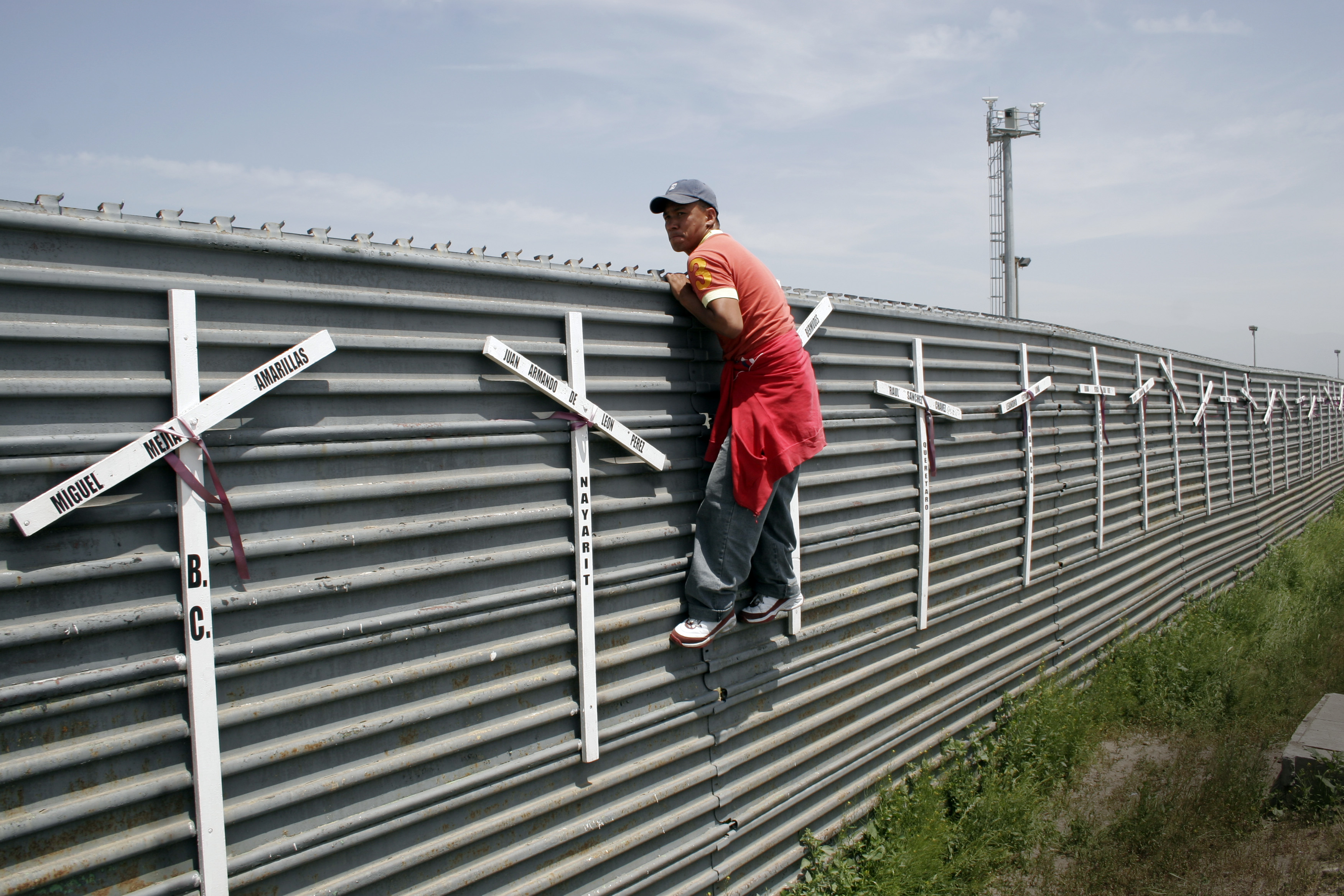
Un home pujat a una tanca metàl·lica de la frontera entre els Estats Units i Mèxic de San Diego/Tijuana.

Espaldas mojadas o wetbacks (en anglès) és un terme despectiu que s'utilitza als Estats Units per referir-se a ciutadans estrangers residents als Estats Units, principalment als mexicans. La paraula es dirigeix principalment als immigrants il·legals dels Estats Units. Generalment s'utilitzava com a insult ètnic, el terme es va encunyar originalment i s'aplicava només als mexicans que entraven a l'estat de Texas des de Mèxic creuant el riu Río Grande, que és la frontera entre els Estats Units i Mèxic, presumiblement nedant o vadant a través del riu. i mullar-se en el procés.

## Ús
El primer cop en que es va usar aquest terme fou a The New York Times el 20 de juny de 1920. Va ser utilitzat oficialment pel govern federal dels Estats Units, inclòs Dwight D. Eisenhower el 1954, amb l '"Operació Wetback", un projecte que implicava la deportació massiva d'immigrants il·legals mexicans. L'ús del terme va aparèixer en els principals mitjans de comunicació fins als anys seixanta.
El terme també es pot utilitzar com a adjectiu o verb. Com a adjectiu, pertany a activitats que impliquen estrangers il·legals mexicans als Estats Units. L'ús registrat més antic conegut d'aquesta manera és de John Steinbeck a la novel·la Sweet Thursday, la seqüela de Cannery Row, amb la frase: "How did he get in the wet-back business?". Es va utilitzar originalment com a verb el 1978 al Hollywoodland de Thomas Sanchez amb el significat "guanyar l'entrada il·legal als Estats Units nedant al riu Grande".

## Influència cultural
Una pel·lícula mexicana del 1955 titulada Espaldas mojadas d'Alejandro Galindo tracta sobre la immigració il·legal de Mèxic als Estats Units. Wetback: The Undocumented Documentary és un documental canadenc del 2005 que explora el mateix tema des d'una perspectiva canadenca.